# Tatra T6A5
Tatra T6A5 је четвероосовински једносмерни трамвај, који се производио од 1991. до 1998. године у фабрици ЧКД у Прагу као наследник трамваја Tatra T3. Укупно је произведено 296 трамваја, који возе у редовном саобраћају. Произведена је и једна каросерија за трамвај Т6А5.3, који је је направљен као модернизација трамваја T3.

## Историја
На половини 1980. година су у чехословачким трамвајским мрежама возни парк обликовали трамваји Tatra Т3, који конструкцијом сежу из 1960. година. 1980. година су се производили трамваји даљих генерација, па је тако произведен тип Tatra T6B5 за бивши Совјетски Савез и Бугарску. Исто тако су произведени трамваји Tatra KT8D5. У Чехословачкој је опет 1980. година обнављан возни парк типовима Tatra T3SU и Т3SUCS, ЧКД на крају 1980. година је почео да развија наследника трамваја Tatra Т3. Тај тип се звао Tatra T6A5.
Прототип Т6А5.3 је настао модернизацијом трамваја Т3 са новом каросеријом на стара постоља. Но због тога што је трамвај коштао једнако као и израда новог, идеја је запуштена. Године 2012. је трамвај изрезан.

## Конструкција
Tatra T6A5 је једносмерни, четвероосовински трамвај. Трамвај је одвојен од типа Т6А2 за Немачку и Т6B5 за Совјетски Савез. Под трамваја је висок 920 мм од колосека. Трамвај има на десној страни троја врата. Столице су у првом дизајну кожне, у другом и трећем дизајну су пластичне са текстилом. Прозори су преклопни (у оригиналу су прозори као на трамвајима Tatra Т3).
Трамвај има електричну тиристорском опрему ТV3. Два трамваја (даљи прототипни трамваји) су били опремљени електричном опремом ТV14 и ТV30 (Братислава 7957 и 7958).

### Tatra Т6А5.3
Трамвај Т6А5.3 (једини) је пробна модернизација трамваја Tatra Т3 са каросеријом трамваја Т6А5. Из трамваја Т3 су коришћена постоља и још поједини делови. Наспрам трамвајима Т6А5, Т6А5.3 има електричну опрему ТV14 са IGBT транзисторима и класичне спојнице. ЧКД је произвео каросерију, а ДПП је дао делове.

## Набавке трамваја
Од 1991. до 1998. године је произведено 296 трамваја и 1 каросерија. Трамваји су произведени за Чехословачку, каснију самосталну Чешку и Словачку Републику.
| Држава   | Град       | Тип        | Године продаје | Испоручено трамваја | Гаражни бројеви | Измене                                     | Референце |
| -------- | ---------- | ---------- | -------------- | ------------------- | --------------- | ------------------------------------------ | --------- |
| Чешка    | Брно       | T6A5       | 1996.          | 20                  | 1201-1220       |                                            | [ 5 ]     |
| Чешка    | Острава    | T6A5       | 1994.-1998.    | 38                  | 1101-1138       |                                            | [ 6 ]     |
| Чешка    | Праг       | T6A5       | 1995.-1997.    | 150                 | 8601-8750       |                                            | [ 7 ]     |
| Чешка    | Праг       | каросерија | 1998.          | 1                   | 8600            | Каросерија за трамвај Т6А5.3               | [ 8 ]     |
| Словачка | Братислава | T6A5       | 1991.-2006.    | 58                  | 7901-7958       | 7901, 7902, 7957, 7958-прототипни трамваји | [ 9 ]     |
| Словачка | Кошице     | T6A5       | 1992.-1993.    | 30                  | 600-629         |                                            | [ 10 ]    |

Упозорење! Ово је списак продаје трамваја, па неки градови (где нису возили ти трамваји) могу имати више трамваја тога типа. (Нпр. Продаја трамваја из Прага у Софију)

### Историјска возила
| Град | Гаражни број | Компанија | Година производње | Историјски од |
| ---- | ------------ | --------- | ----------------- | ------------- |
| Праг | 8702         | DPP       | 1996.             | 2014.         |